# Vieux-Moulin (Wogezy)
Vieux-Moulin – miejscowość i gmina we Francji, w regionie Grand Est, w departamencie Wogezy.
Według danych na rok 1990 gminę zamieszkiwało 288 osób, a gęstość zaludnienia wynosiła 74 osób/km² (wśród 2335 gmin Lotaryngii Vieux-Moulin plasuje się na 761. miejscu pod względem liczby ludności, natomiast pod względem powierzchni na miejscu 1104.).